# Ivan Vasil'evič menjaet professiju
Ivan Vasil'evič menjaet professiju (in russo Иван Васильевич меняет профессию?, Ivan Vasil'evič cambia lavoro) è un film sovietico del 1973 diretto da Leonid Gajdaj. Tratto da un pezzo teatrale di Michail Bulgakov del 1935, il film è stato trasmesso in italiano dalla RAI nei primi anni ottanta.

## Trama
Un giovane inventore, Aleksandr "Šurik" Timofeev, costruisce una macchina del tempo nel proprio appartamento e la aziona proprio mentre sta entrando l'amministratore del condominio Ivan Vasil'evič Bunša, trascinando quest'ultimo all'epoca di Ivan il Terribile, cui Bunša somiglia perfettamente, mentre lo zar, dal passato, finisce a dover affrontare le insidie del mondo moderno. L'inventore a sua volta deve gestire Ivan il Terribile e rimettere a posto la situazione che continua a sfuggirgli di mano.